# Tocoa (Colón)
Tocoa est une municipalité du Honduras, située dans le département de Colón.

## Historique
La municipalité a été fondée en 1871, et déclarée en tant que municipalité en 1892.

## Population
La population était de 46 900 habitants en 2009.